# Centaurea nydeggeri
Centaurea nydeggeri — вид квіткових рослин родини айстрових (Asteraceae). Ендемік Туреччини (сх. Анатолія).